# Peter Mair
Peter Mair (Rosses Point, 3 de marzo de 1951 - Connemara, 15 de agosto de 2011) fue un historiador y politólogo irlandés, profesor de Política comparada en el Instituto Universitario Europeo de Florencia.
Trabajó como profesor adjunto en las universidades de Limerick, Strathclyde, Manchester y el Instituto Universitario Europeo de Florencia durante la década de los 80. En 1987, se doctoró en la Universidad de Leiden, y la tesis titulada The changing Irish party system se convirtió en una obra de referencia sobre el sistema de partidos de Irlanda. En 1990 escribió, junto a Stefano Bartolini, el libro Identity, Competition and Electoral Availability, motivo por el que fue galardonado con el Premio Stein Rokkan de Estudios Comparados en Ciencias Sociales del CICS/Unesco. En 1994, comenzó a trabajar en la Universidad de Leiden como profesor de política comparada, cuando pronunció un discurso inaugural con el nombre de "Democracias de partidos y sus dificultades". En 2001 se convirtió en coeditor de la revista West European Politics. En 2005 volvió al Instituto Universitario Europeo para invertir tiempo en sus investigaciones sobre la democracia, la indiferencia y los partidos populistas. Se especializó en política comparada y específicamente en el estudio de los partidos y sistemas de partidos.
Murió repentinamente el 15 de agosto de 2011 en Connemara, al oeste de Irlanda, mientras estaba de vacaciones con su familia.

## Publicaciones
- Identity, Competition, and Electoral Availability: the stabilisation of European electorates 1885-1985, amb Stefano Bartolini (1990)
- Party System Change: approaches and interpretations (1997)
- The Enlarged European Union: Diversity and Adaptation, J. Zielonka (eds.) (2002)
- Political Parties and Electoral Change: Party Responses to Electoral Markets, WC Müller (eds.) (2004)
- Representative Government in Modern Europe: Institutions, Parties, and Governments, con M. Gallagher y M. Laver (2005)
- Party Patronage and Party Government in European Democracies, con P. Kopecky, y M. Spirova (eds.) (2012)